# Hans Räwel
Hans Räwel (* 11. Dezember 1941 in Stralsund; † 1. Januar 1963 in Berlin) war ein Todesopfer an der Berliner Mauer. Angehörige der Grenztruppen der DDR erschossen ihn bei einem Fluchtversuch durch die Spree in der Nähe der Oberbaumbrücke.

## Leben
Hans Räwel wuchs auf Rügen auf und arbeitete schon als Kind mit seinen Geschwistern in der elterlichen Bäckerei. 1957 übernahmen die Eltern eine Bäckerei in Ost-Berlin. Dort absolvierte er nach der Schulzeit eine Bäckerlehre. Hans Räwels Geschwister und Vater verließen die DDR vor dem Bau der Mauer. Er selbst plante eine Übersiedlung nach dem Abschluss seiner Konditorlehre.
Silvester 1962 verbrachte Räwel mit einer Bekannten in einem Treptower Lokal. Gegen 4 Uhr morgens trennten sich die Wege der beiden. Hans Räwel begab sich in die Nähe der Oberbaumbrücke und ging dort ins Wasser, um zum anderen Ufer zu schwimmen. Gegen 6.15 Uhr entdeckten DDR-Grenzer an Bord eines Bootes den Flüchtenden. Mit ihrem Boot verfolgten sie Räwel, der zwischen Holzpfählen, die zur Verhinderung einer Durchquerung in der Mitte der Wasserfläche standen, durchschwamm. Nach einem Umweg von 300 Metern, bedingt durch die Pfahlreihe, näherte sich das Grenzboot dem Schwimmer. Aus kurzer Distanz gaben die Grenzer mehrere Schüsse auf ihn ab. Hans Räwel wurde tödlich getroffen und versank. Am gleichen Morgen gelang einem anderen Flüchtling die Durchquerung der Spree unweit der Todesstelle.

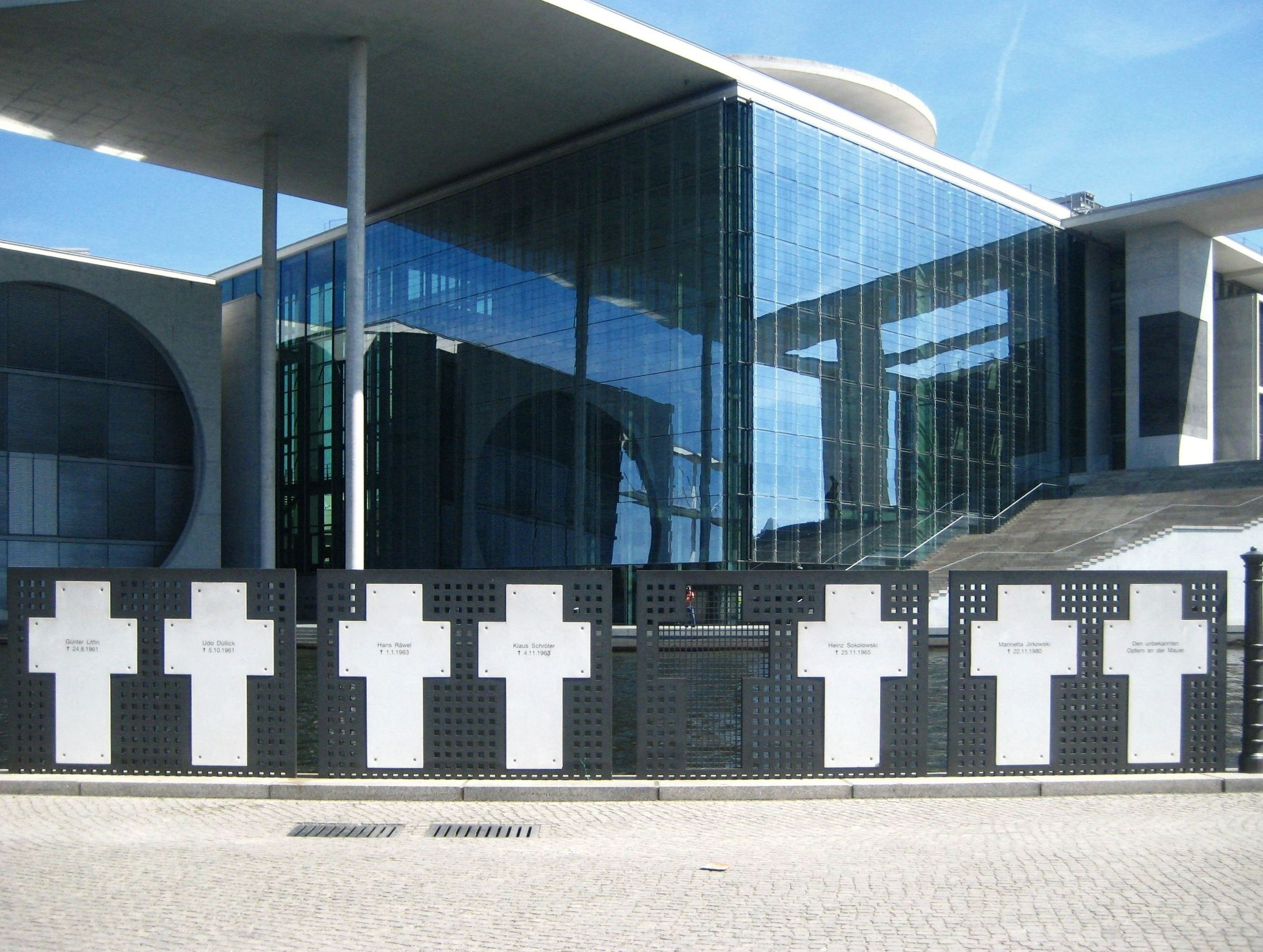
Gedenkstätte Weiße Kreuze – das dritte Kreuz von links ist Hans Räwel gewidmet

Zwei Polizisten aus West-Berlin waren vom Ufer aus Zeugen der Geschehnisse. Da sie sich bedroht fühlten, schossen sie auf das Boot und trafen den Bootsführer. Dieser Schusswaffeneinsatz löste politische Irritationen zwischen den deutschen Staaten aus. In einer Pressemeldung sprach das Verteidigungsministerium der DDR von einem Mordanschlag auf Grenzer der DDR. Der Westen sah die Schüsse der Polizisten als legitim an. In einem Mauerschützenprozess gegen die dreiköpfige Besatzung des Grenzboots wurden die ehemaligen Grenzer im April 1994 schuldig gesprochen.
Ein zum Ufer gerichtetes Kreuz der Gedenkstätte Weiße Kreuze am Reichstagufer erinnert an Hans Räwel.